# Ninthe Kiemeneij
Ninthe Kiemeneĳ (Amsterdam, 13 maart 1985) is een Nederlands grafisch ontwerpster en illustratrice, en voormalig zangeres. Ze werd bekend bij het grote publiek als zangeres op de single Zinloos van rapduo Lange Frans & Baas B.

## Zangeres
Kiemeneĳs vader is professioneel muzikant. Zĳ en haar broertje werden van jongs af aan meegenomen naar de studio en zijn optredens. Haar moeder was röntgenlaborant en afkomstig van Aruba.
Ze heeft opgetreden op verschillende openmicavonden en heeft aan talentenjachten meegedaan en optredens gegeven op Roots & Routes op de Uitmarkt en op de Dam in Amsterdam. Na een tijd optreden met Lange Frans & Baas B, ging Kiemeneĳ zich meer concentreren op haar solocarrière. In de Wisseloordstudio's nam ze een ep met drie nummers op. Daarnaast werkte ze met vrienden aan nieuwe nummers, die ze op verschillende podia aan het publiek liet horen. Zo trad ze op tijdens een groot benefietconcert van War Child en stond ze eind december 2005 met haar band in de finale van de Grote Prijs van Nederland, in de categorie Hiphop/RnB. Begin 2006 werd ze benaderd door muziekzender TMF om als Nederlands talent in het programma TMF Kweekvijver te verschijnen. Op 1 februari dat jaar was zij met haar video Thank you op televisie te zien. Voor haar debuutalbum werkte Kiemeneĳ samen met producenten Chris en Drop, protégés van The Neptunes.
Begin 2008 besloot Kiemeneĳ een nieuwe muzikale weg in te slaan en haar platenlabel achter zich te laten. Sinds 18 april dat jaar had ze een SellaBand-profiel.

## Grafisch vormgeefster
In 2017 studeerde Kiemeneĳ af aan de Koninklijke Academie van Beeldende Kunsten. Sindsdien is ze actief als grafisch vormgeefster en illustratrice.

## Discografie

### Singles
| Single met eventuele hitnotering(en) in de Nederlandse Top 40 | Datum van verschijnen | Datum van binnenkomst | Hoogste positie | Aantal weken | Opmerkingen              |
| ------------------------------------------------------------- | --------------------- | --------------------- | --------------- | ------------ | ------------------------ |
| Zinloos                                                       | 2004                  | 23-10-2004            | 1(3wk)          | 15           | met Lange Frans & Baas B |
| Thank you                                                     | 2006                  | 25-2-2006             | 35              | 2            |                          |
| Rock girl                                                     | 2007                  | 28-4-2007             | tip6            |              |                          |
| Someone I'm Not                                               |                       |                       |                 |              |                          |
| Actueel Vandaag                                               | 2005-2006             |                       |                 |              | met Yes-R & Riza         |